# مسابقه (فیلم ۲۰۰۷)
مسابقه (به انگلیسی: Race) یک فیلم علمی تخیلی آمریکایی در سبک پویانمایی رایانه‌ای محصول سال ۲۰۰۷ به نویسندگی راندا اسمایلی و کارگردانی رابرت بروسو است که توسط هیپر ایمج، یک استودیوی تولید و انیمیشن واقع در گلندیل (کالیفرنیا)،  تولید شده‌است.
این فیلم برای اولین بار در سال ۲۰۰۷ در جشنواره‌های فیلم متعددی از جمله جشنواره بین المللی فیلم وینیپگ در کانادا، جشنواره فیلم داوینچی در اورگان، جشنواره فیلم بیگ بنگ فیلادلفیا، جشنواره فیلم حفره دیگری در هد در سانفرانسیسکو تکمیل شد و برای تماشاگران به نمایش درآمد. و جشنواره بین المللی فیلم FAIFF کالیفرنیای جنوبی.